# Dadiwan
Die Dadiwan-Stätte (chinesisch 大地灣文化 / 大地湾遗址, Pinyin Dàdìwān yízhǐ, englisch Dadiwan Site/Ta-ti-wan Site) ist eine auf 5800–3000 v. Chr. datierte neolithische Fundstätte im Norden des Kreises Qin’an der chinesischen Provinz Gansu. Sie wurde 1978–1983 ausgegraben. Die Dadiwan-Kultur (Dàdìwān wénhuà 大地湾文化 Dadiwan Culture) ist nach dieser Stätte benannt.
Die Stätte spielt die Hauptrolle für das Verständnis der Aufeinanderfolge der verschiedenen neolithischen Kulturen am oberen Huang He (Gelben Fluss) sowie ihrer gegenseitigen Beziehungen. Es wurden ca. 280 Fundamente und eine große Menge an Vorratshöhlen, Tonbrennöfen und Gräbern entdeckt. Neben Funden der etwas älteren Dadiwan-I-Kultur (Dàdìwān yīqī wénhuà 大地湾一期文化; engl. Ta-ti-wan I) wurden auch Artefakte der Yangshao-Kultur vom Banpo- und vom Miaodigou-Typ sowie der Majiayao-Kultur entdeckt.
Durch Radiokohlenstoffdatierung wird die Dadiwan-I-Kultur auf ca. 5200 bis 4800 v. Chr. datiert. Es ist die früheste bekannte neolithische Kultur der Zentral-Shaanxi-Ebene (Guānzhōng 关中) und in Ost-Gansu (Lǒngdōng 陇东).
An bemerkenswerten Töpferwaren wurden eine dreifüßige bemalte tönerne bo-Schale und eine farbig dekorierte Tonflasche (ping) mit einem Menschenkopf an der Öffnung entdeckt.
Die Dadiwan-Stätte (Dadiwan yizhi) im Kreis Qin’an steht seit 1988 auf der Liste der Denkmäler der Volksrepublik China (3-189).